# Марта Ларречеа
Марта Ларречеа Болівар (нар. 30 серпня 1944, Конститусіон, провінція Талька) — чилійська політична діячка і дружина президента Чилі Едуардо Фрей Руїс-Тагле. Вона була членом ради муніципалітету Сантьяго (2000–2004) та першою леді Чилі (1994–2000). Має баскське походження. Марта є донькою Васко де Ларречеа Еррери та Вікторії Болівар Ле Фор.

## Біографія
В дитинстві вона навчалася у школі «Inmaculada Concepción» в Консепсьйоні, на спеціальності секретарства та соціальної орієнтації в Інституті Карлоса Касануева. Вона та Едуардо Фрей Руїс-Тегле одружилися 30 листопада 1967 року. У них є четверо дітей — Вероніка, Сесілія, Магдалена та Каталіна. Марта називає себе римо-католичкою і близькою подругою Гілларі Клінтон та Карлоса Менема.

## Участь у виборах

### Муніципальні вибори 2000 року
Муніципальні вибори 2000 року мера Сантьяго
| Кандидат                | Партія | Голоси | %     | Результати     |
| Хоакін Лавін Інфанте    | UDI    | 73,088 | 60,99 | Міський голова |
| Марта Ларрачеа Болівар  | PDC    | 34,993 | 29,20 | Рада           |
| Марісоль Прадо Віллегас | ILB    | 2.207  | 1,84  |                |
| Томас Гірш Гольдшмідт   | PH     | 2,067  | 1,72  |                |